# Cinturó de l'Empordà
De Cinturó de l'Empordà was een Spaanse meerdaagse wielerwedstrijd die tussen 2002 en 2011 werd gehouden in de Catalaanse provincie Girona. De koers had een UCI-classificatie categorie 2.2. Wegens gebrek aan fondsen wordt de wedstrijd sinds 2011 niet meer verreden.

## Lijst van winnaars

### Overwinningen per land
| Overwinningen | Land                                 |
| ------------- | ------------------------------------ |
| 4             | Spanje                               |
| 2             | Duitsland                            |
| 1             | Colombia, Frankrijk, Italië, Letland |